# La Manola
La Manola és una obra de Girona inclosa a l'Inventari del Patrimoni Arquitectònic de Catalunya.

## Descripció
És un edifici situat a la fi d'un carreró sense sortida. El carreró es diferencia de l'exterior per dues pilastres de pedra treballada amb restes de bases de motius de boles. L'edifici se'ns mostra en el lateral amb el pendent del teulat. A la façana hi ha la porta, d'arc carpanell de pedra amb escut a la dovella central de la ciutat de Girona, amb orles i angelets i inscripció 1583 COMENSA DE MOLRE A XXIII DE IULIOL. Damunt hi ha finestra e llinda plana amb escut de Girona.
L'edifici està abandonat i s'usa com a magatzem de l'ajuntament.

## Història
Està datat del 1583.